# トヴェリ州

トヴェリ州
ロシア語: Тверская область

トヴェリ州（トヴェリしゅう、ロシア語: Тверска́я о́бласть, ラテン文字転写: Tverskaya oblast', ロシア語発音: [tvʲɪrˈskajə ˈobləsʲtʲ]）は、モスクワの北西にある中央連邦管区を構成する州（オーブラスチ）のひとつで、人口121万人。中堅都市トヴェリを州都とする。その他の都市にはトルジョーク、オスタシコフ、カシンなどがある。1935年から1990年までは、トヴェリ州出身の革命家ミハイル・カリーニンにちなみ、州都トヴェリはカリーニン市に、トヴェリ州はカリーニン州（ロシア語: Калининская область）に改名されていた。

## 経済
トヴェリ州は機械産業が盛んであり、特に自動車産業と航空機産業が盛んである。

## 主な都市
- トヴェリ：州都
- ルジェフ
- トルジョーク
- キームルィ
- コナコヴォ
- ボロゴエ
- ウドムリャ
- ベジェツク
- ネリドヴォ
- オスタシコフ
- カシン

## 主な事件・出来事
- トヴェリ州エンブラエル・レガシー600墜落事故：2023年8月23日午後（現地時間）、民間軍事会社ワグネル・グループの創設者エフゲニー・プリゴジン所有のジェット機が州内に墜落した。
- 2024年8月 - 州内がウクライナの無人機の攻撃にさらされた。州知事は、コナコボ地区の発電所で火災が発生したことを明らかにした[1]。

## 標準時
この地域は、モスクワ時間帯の標準時を使用している。時差はUTC+3時間で、夏時間はない。（2011年3月までは、標準時がUTC+3で夏時間がUTC+4、同年3月から2014年10月までは通年UTC+4であった）